# Ledningscentralen i Gullarp
Ledningscentralen i Gullarp i Eslövs kommun fungerade fram till 1986 som ledningscentral (LC) för det civila försvaret i kommunerna Eslöv, Höör och Hörby. När lagstiftningen för beredskap ändrades 1986 övertog Eslövs kommun ansvaret för anläggningen. Anläggningen bjöds ut till försäljning 2014.
Ledningscentralen i Gullarp byggdes 1974. Ovan mark, på den drygt 8000 m² stora tomten, finns en mindre entrébyggnad samt en 43 meter hög radiomast. Under mark finns 2 våningsplan, båda 16 x 23 meter, med en takhöjd på 2,5 respektive 2,6 meter. Eftersom inget lämpligt berg fanns i närheten av Gullarp så fick man bygga anläggningen som en nergrävd betongbunker. Djupaste punkten ligger 11 meter under markytan. Detta byggnadssätt gav ett sämre skydd än en bergrumsanläggning men skulle klara direktträffar av artillerigranater och mindre flygbomber. Ingångstunnlarna och nödutgången var försedd med stötvågsskydd och gassluss. Innanför ingången finns ett saneringsrum för att tvätta av radioaktiva partiklar eller rester av stridsgas. På det övre våningsplanet fanns kök och matsal för att utspisa 20 personer åt gången. Maten skulle tillagas externt i skolkök eller restaurangkök och levereras i värmeisolerade kärl till anläggningen i normalfall. I fall av isolering av anläggningen skulle köket kunna tillreda tillräckligt med mat på lagerhållna konserver. Förläggningar fanns med 77 sovplatser fördelade i sexbäddarsrum med våningssängar. I anläggningen fanns även hygienutrymmen såsom toaletter och duschar.
Anläggningens hjärta var ordersalen där kommunikationen hölls med omvärlden och samverkan skedde mellan de olika myndigheterna som huserade i anläggningen. Räddningstjänst, SJ, Sveriges radio och polis var exempel på myndigheter som ofta var placerade i civilförsvarets anläggningar vid händelse av krig eller krissituation i samhället. Anläggningen var självförsörjande med både vatten och el, genom en borrad brunn och reservkraftverk med dieselmotorer.